# Rue du Hameau
La rue du Hameau est une rue du 15e arrondissement de Paris.

## Situation et accès
Elle commence rue de la Croix-Nivert et se termine 51 boulevard Victor. 
Elle est desservie par le métro et le tramway à la station Porte de Versailles.

## Origine du nom
Elle doit son nom au voisinage d'un hameau, au début du XIXe siècle.

## Historique

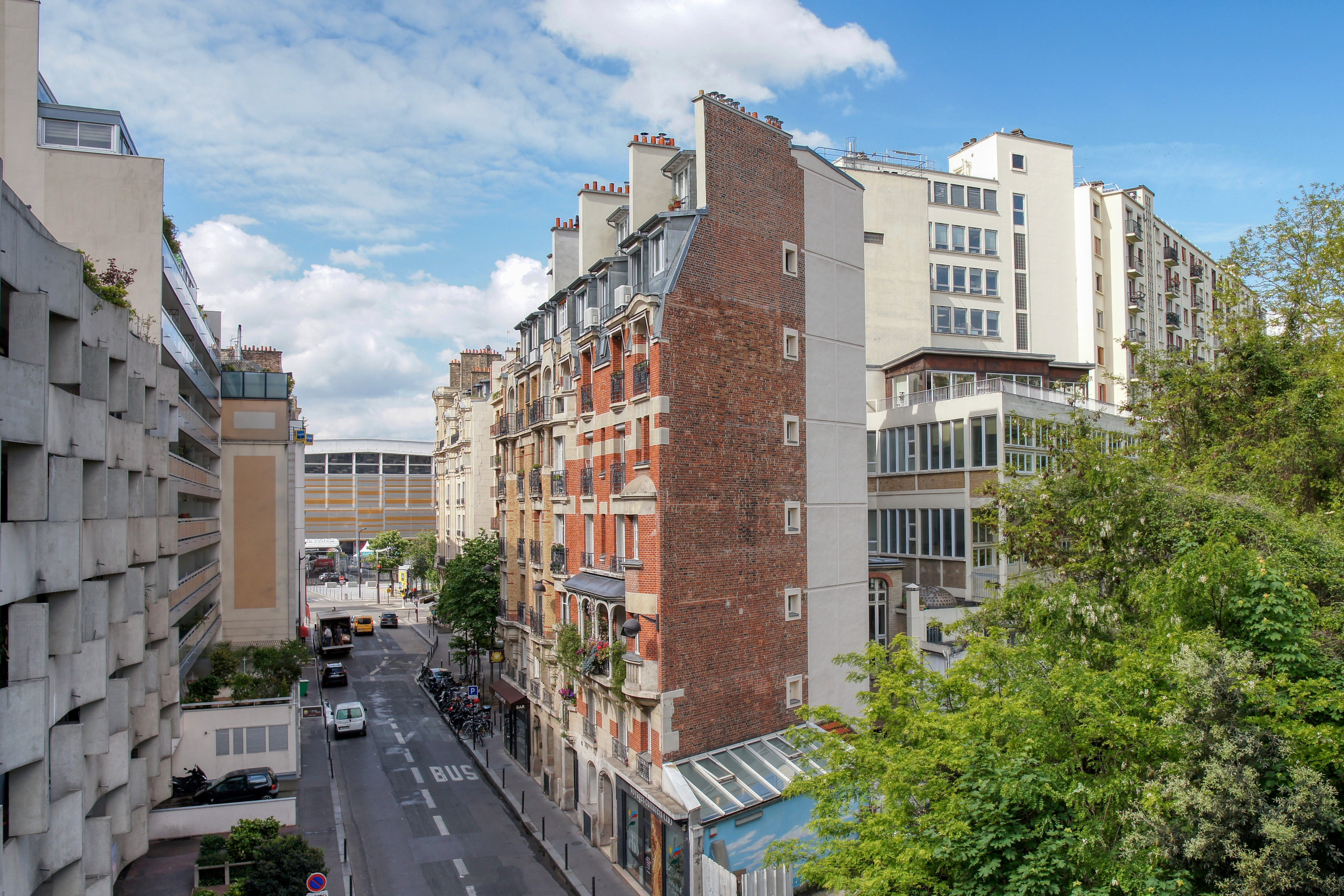

À l'origine, la rue Desnouettes permettait de quitter Paris en direction d'Issy, au sud-ouest. À son extrémité, elle se divisait en deux voies qui chacune rejoignait ce village : la rue Notre-Dame (tronçon depuis rattaché à la rue Desnouettes) et le chemin des Sables (actuelle rue du Hameau).
Le chemin des Sables s'appelait auparavant « chemin Blaumet ». En effet, jusqu'à l'aménagement d'un domaine qui fut la propriété du marquis de Feuquières au XVIIIe siècle, qui l'en coupa, il était le prolongement méridional de la rue Blomet.
Le chemin figure sur le plan de Roussel de 1730. 
En 1818, il est renommé « chemin du Hameau » en raison de sa proximité avec le « hameau du Brave-Homme », que le philanthrope Desrues avait fait construire.
En 1902, près de la désormais rue du Hameau, sont exhumées des tombes gallo-romaines du IIe siècle, formant l'hypothèse de la présence d'un cimetière dans le quartier à cette époque.
Le 6 août 1918, durant la Première Guerre mondiale, un obus lancé par la Grosse Bertha explose au no 42 rue du Hameau.

## Bâtiments remarquables et lieux de mémoire
- No 23 : à ce niveau, la rue est surplombée par la Petite Ceinture du 15e, ancienne voie ferroviaire réaménagée en espace vert.
- No 25 : en 1892, s'installe ici la société de matériel téléphonique Postel-Vinay, qui sera absorbée par Thomson-Houston en 1904[3].
En 1925, en parallèle de la galerie ouverte la même année au 27 boulevard Malesherbes (8e arrondissement), Edgar Brandt installe à cette adresse son atelier de ferronnerie d'art[4],[5].